# Обманутая (новелла)
«Обманутая» (нем. Die Betrogene: Erzählung) — повесть, написанная Томасом Манном, впервые опубликованная в 1954 году. Написана в Дюссельдорфе в конце 1930-х годов.

## Сюжет
Пятидесятилетняя вдова Розали замечает, что её юношеские манеры ослаблены «естественными явлениями её возраста» (менопаузой). Она живёт вместе со своей незамужней взрослой дочерью и подрастающим сыном, которые оба своей молодостью не соотносятся с её устаревшими взглядами на жизнь.
Семья нанимает молодого американца в качестве репетитора для сына. Розали сильно привязывается к нему и вскоре влюбляется. Дочь Розали теперь ещё больше осуждает свою чрезмерно общительную мать. Хотя жизненная сила и половое влечение должны были сойти на нет, Розали по-прежнему испытывает половое влечение, что способствует нормализации цикла. Кажется, менопауза отступила.
Розали планирует семейную поездку и сообщает о своих намерениях молодому человеку. Они планируют уединиться в замке Бенрат у берега Рейна, но их планам не суждено сбыться. Розали находят в своей постели без сознания из-за кровоизлияния, вызванного тем, что позже окажется смертельной метастатической опухолью матки.
Хирурги пытаются найти объяснение причин нормализации цикла Розали. Один из врачей выдвигает гипотезу, что это могла быть «жажда любви»: возобновление либидо стало стимулировать яичники и в итоге привело к раку.

## Проблематика
Трения между персонажами семьи Розали, их противопоставление отражают конфликт поколений в условиях межвоенной Европы.
Детальные описания женской биологии и смерть героини создают мрачную картину конца жизни. Это одно из первых литературных произведений, столь детально углубляющихся в проблематику медицинской диагностики.
Как и в самой знаменитой новелле Манна, «Смерть в Венеции» (1912), Розали умирает в условиях нереализованного сексуального желания. В «Обманутой» на первый план выступает проблема взглядов окружающих на возраст.

## Экранизации
- Мираж (фильм, 1992) — французский фильм Жан-Клода Гиге, по сюжету перенесённый в более позднее время.